# Ambassade de France au Liberia
L'ambassade de France au Liberia est la représentation diplomatique de la République française auprès de la république du Liberia. Elle est située à Monrovia, la capitale du pays, et son ambassadrice est, depuis 2023, Isabelle Le Guellec.

## Ambassade
L'ambassade est située au 98A United Nations Drive, face à l'Alliance Française, Mamba Point, à Monrovia. Elle n'accueille pas de consulat, la circonscription consulaire dépendant du consulat général de France à Abidjan.

## Histoire
L'ambassade de France à Monrova a été évacuée en août 1990, à la suite de la guerre civile qui faisait rage dans le pays. La fermeture a été rendue officielle en septembre 1996. Malgré les visites du secrétaire d'État aux Affaires étrangères, Renaud Muselier, en novembre 2003 et de la ministre déléguée à la Coopération, Brigitte Girardin, en janvier 2006, ce n'est que le 13 mars 2007 qu'a été rouverte la représentation diplomatique de la France au Liberia.

## Ambassadeurs de France au Liberia
| De   | À    | Ambassadeur                     |
| ---- | ---- | ------------------------------- |
| 1946 | 1951 | M. Quoniam                      |
| 1951 | 1953 | Joseph Viala                    |
| 1953 | 1955 | Gilbert Médioni                 |
| 1955 | 1965 | Gabriel Morand                  |
| 1965 | 1970 | Paul Le Mire                    |
| 1970 | 1975 | Roger Vincenot                  |
| 1975 | 1981 | Louis Dollot                    |
| 1981 | 1983 | Robert Delos-Santos             |
| 1983 | 1987 | Jean Thomas                     |
| 1987 | 1990 | Robert Fauris                   |
| 1990 | 1990 | Louis Giustetti                 |
| 1997 | 1999 | Christian Dutheil de La Rochère |
| 1999 | 2001 | Francis Lott                    |
| 2001 | 2003 | Renaud Vignal                   |
| 2003 | 2005 | Gildas Le Lidec                 |
| 2005 | 2007 | André Janier                    |
| 2007 | 2009 | Jacques Gérard                  |
| 2009 | 2013 | Gérard Larôme                   |
| 2013 | 2017 | Joël Godeau                     |
| 2017 | 2020 | Terence Wills                   |
| 2020 | 2023 | Michaël Roux                    |
| 2023 | auj. | Isabelle Le Guellec             |

## Consulat

### Communauté française
Le Liberia dépendant de la circonscription consulaire d'Abidjan, les Français sont inscrits sur le registre de la capitale ivoirienne.

### Circonscriptions électorales
Depuis la loi du 22 juillet 2013 réformant la représentation des Français établis hors de France avec la mise en place de conseils consulaires au sein des missions diplomatiques, les ressortissants français d'une circonscription recouvrant la Côte d'Ivoire et le Liberia élisent pour six ans quatre conseillers consulaires. Ces derniers ont trois rôles : 
1. ils sont des élus de proximité pour les Français de l'étranger ;
2. ils appartiennent à l'une des quinze circonscriptions qui élisent en leur sein les membres de l'Assemblée des Français de l'étranger ;
3. ils intègrent le collège électoral qui élit les sénateurs représentant les Français établis hors de France.

Pour l'élection à l'Assemblée des Français de l'étranger, le Liberia appartenait jusqu'en 2014 à la circonscription électorale d'Abidjan, comprenant aussi la Côte d'Ivoire, et désignant quatre sièges. Le Liberia appartient désormais à la circonscription électorale « Afrique occidentale » dont le chef-lieu est Dakar et qui désigne quatre de ses 26 conseillers consulaires pour siéger parmi les 90 membres de l'Assemblée des Français de l'étranger.
Pour l'élection des députés des Français de l’étranger, le Liberia dépend de la 9e circonscription.